# Clerodendrum myrianthum
Clerodendrum myrianthum là một loài thực vật có hoa trong họ Hoa môi. Loài này được Mildbr. mô tả khoa học đầu tiên năm 1932.